# Kagel
Kagel è una frazione del comune tedesco di Grünheide (Mark), nel Land del Brandeburgo.

## Storia
Nel 2001 il comune di Kagel venne soppresso e aggregato al comune di Grünheide (Mark).

## Geografia antropica
Appartengono alla frazione di Kagel le località di Kagel-Möllensee e Kagel-Finkenstein.